# سیارک ۱۴۹۶۹
سیارک ۱۴۹۶۹ (به انگلیسی: 14969 Willacather، نامگذاری:1997QC1) چهارده هزار و نهصد و شصت و نهمین سیارک کشف شده‌است که در ۲۸ اوت ۱۹۹۷ کشف شد.
قدر مطلق سیارک برابر ۱۴٫۸۰ است.